# Saison 1 des Boys
Cet article présente le guide des épisodes de la série télévisée Les Boys.

## Épisode 1
- Québec :

## Épisode 2
- Québec :

## Épisode 3
- Québec :

## Épisode 4
- Québec :

## Épisode 5
- Québec :

## Épisode 6
- Québec :

## Épisode 7
- Québec :

## Épisode 8
- Québec :

## Épisode 9
- Québec :

## Épisode 10
- Québec :